# 가네보
주식회사 가네보(일본어: 株式会社カネボウ, 영어: Kanebo COSMETICS INC.)는 화장품을 제조, 판매하는 일본의 기업이다.

## 기업 개요
구 가네보 주식회사에서 화장품 사업을 분리하여 2004년 5월 7일에 출범한 회사로 카오 주식회사의 자회사이다. 가네보 화장품의 2004년 일본의 화장품 매출은 약 1,816억 엔(한화 1조 6,621억 8,480만 원)으로 이것은 시세이도 (1위), 카오 (2위)에 해당한다.

## 연혁
- 2004년 2월 - 가네보 주식회사와 주거래 은행의 미츠이 스미토모 은행은 가네보 화장품 사업 부문에 대한 지원을 산업 재생기구에 요청.
- 3월 10일 - 산업 재생기구가 지원을 결정.
- 5월 7일 - 가네보의 자회사 가네보 부티크에 화장품 사업이 이관되어 동시에 기업 가네보 화장품에 상호 변경.
- 2006년 1월 31일 - 일본 최대 생활용품 업체인 카오 주식회사의 100% 자회사로 전환했다.[1] 동시에 이전 가네보 본사로부터 '가네보'의 상표권을 양도되었다.
- 2011년 5월 6일 - 본사 카오 주식회사 본사 내에 이전 (본점은 도라노몬에 유지).
- 2013년 7월 - 미백성분인 로도데노루를 이용한 미백 약용화장품이 사용자에게 심각한 피부 백반 증상을 일으킬 수 있다는 사실이 발각되어 대규모 리콜 사태가 발생 되었다.[2] 이에 인해 가네보는 일본에서 54개 제품에 대해 자진 회수했으며, 한국 등 아시아 시장에 판매한 45만개의 미백화장품을 전량 회수 조치시켰다.[3]

## 주요 브랜드
스킨 케어
- BLANCHIR (블랑쉬르) - 미백 화장품. ※리콜 제품
- Free plus (프리 플러스)
- suisai (수이사이) ※리콜 제품

스킨 케어 베이스 메이크업
- BLANCHIR SUPERIOR (블랑쉬르 슈페리어)
- DEW SUPERIOR (듀 슈페리어)
- FAIR CREA (페어 크레아)
- DOLTIER (도르티어)
- RAPHAIE (라프이에)

베이스 메이크업 포인트 메이크업
- COFFRET D'OR (코후레도르) ※T'ESTIMO과 REVUE을 통합한 2007년 12월에 출시 된 새로운 토탈 메이크업 브랜드

토탈
TWANY (트와니) ※리콜 제품
기존의 가네보 코스메트
- Lavshuca (라브슈카)
- ALLIE (앨리)
- KATE (케이트)
- media (미디어)
- EVITA (에비타)
- Liftulle (리프튤)
- SALA (사라)
- Freshel (후레셜)
- PreciousTurn (프레셔스턴)
- TIFFA (티파)
- Petit Garden (쁘띠 가든)
- 약용시덴카이
- NUDY (누디)
- EROICA (에로이카) ※
- VALCAN (발칸) ※
- VALCAN II (발칸 2)
- BUTTON DOWN CLUB (버튼 다운 클럽)
- 9 Nine O'Clock (나인 어클락)

※ 표시 제품의 업무용 (보충) 크기는 카오 전문 서비스로부터 호텔·여관 전용으로 발매되고 있다. 기타 제품의 업무용은 주로 가네보 코스 밀리언에서 발매되고 있다.
가네보 코스 밀리언 취급
- 쥰 (우루리)

백화점 전용
- Kanebo (가네보)
- LUNASOL (루나솔)
- IMPRESS (임프레스) ※리콜 제품
- ROSY AROMA (로지 아로마)
- WHITE AROMA (화이트 아로마)
- CENTURY (센츄리)
- RMK (알엠케이)

편의점 용
- MFC (엠에프씨) - 패밀리 마트 한정 (가네보 코스 밀리언 판매)

업무용 제품
- Sofy (소피) - 업무용 헤어 케어 헤어 메이크업 제품. 미용 살롱용이지만, 일부 약국에서도 구입 가능.(가네보 코스 밀리언 판매)
- Jake! (제이크) - 여관·호텔 용 남성 화장품. 일단 구 가네보 코스 메트보다 가정용으로 판매되고 있었다. 또한 현재는 개인의 (가정용 사용을 목적으로 한) 구입은 원칙적 불가이다. (카오 전문 서비스 판매)
- RELAXJEWEL (릴렉스쥬얼) - 2013년 2월 발매. 식물 유래의 향기로 몸과 마음에 새로운 에너지를 채우는 용품 케어 브랜드. (카오 전문 서비스 판매)